# Luanna Alzuguir
Luana Alzuguir ou Luanna Alzuguir, née le 16 août 1985 à São Paulo, est une pratiquante de grappling et de jiu-jitsu brésilien brésilienne.

## Titres

### Jiu-jitsu brésilien
- Championne du monde 5 années consécutives dans la catégorie poids légers, entre 2009 et 2013[2],[3],[4],[5],[6]

### Grappling
- 2009 : médaille d'or à l'ADCC Submission Wrestling World Championship (-60kg ; victoire contre la Brésilienne Kyra Gracie)[7]